# 少年少女新聞
少年少女新聞（しょうねんしょうじょしんぶん）は、少年少女新聞社がかつて発行していた、小学生を主要な読者として想定した日本語の週刊新聞である。

## 概説
1968年12月9日、1969年1月27日、『少年少女しんぶん』テスト版発行。1969年3月7日、『少年少女しんぶん』創刊。1970年3月1日、51号より『少年少女新聞』に改題。2004年3月28日付、1727号をもって刊行終了、休刊。
日本共産党と協力関係にあり、赤旗日曜版と同じルートで配達・集金が行われていた。

## おもな記事
- タカハシシンジ「まんが山男」： 約30年間連載。2004年4月、「まんが山男」を出版する会編『まんが山男 少年少女新聞連載傑作集』が光陽出版社より刊行されている。
- 松本零士、「漂流3000万光年」： 1969年3月7日 - 1970年3月29日連載。全55話。
- 宮崎駿、筆名秋津三朗「砂漠の民」： 1969年9月12日 - 1970年3月15日連載。全26話。
- 手塚治虫「アバンチュール21」：1970年4月5日 - 1971年4月18日連載。全49話
- 赤塚不二夫「ババッチ先生」：1980年 - 1981年連載
- よこたとくお「コケ太とタケ子」
- 飯塚よし照｢コンピュータ博士｣
- やなせたかし「ピョンピョンおたすけかめん」：1996年4月 - 2000年3月連載。アニメ『ニャニがニャンだー ニャンダーかめん』の原案。
- 西原理乃「海くん、おはよう」：1998年4月5日 - 連載。全25回。1999年4月、単行本『海くん、おはよう』が新日本出版社より刊行されている。
- ちばあきお「ちょっきんちょっきんちょっきんなっと」：1971年2月28日100号記念漫画特集号掲載。
- 前川かずお「ばけばけ5」：創刊号より連載。